# Huntersville
Huntersville is een plaats (town) in de Amerikaanse staat North Carolina, en valt bestuurlijk gezien onder Mecklenburg County.

## Demografie
Bij de volkstelling in 2000 werd het aantal inwoners vastgesteld op 24.960.
In 2006 is het aantal inwoners door het United States Census Bureau geschat op 38.796, een stijging van 13836 (55,4%).

## Geografie
Volgens het United States Census Bureau beslaat de plaats een oppervlakte van
80,7 km², geheel bestaande uit land.

## Plaatsen in de nabije omgeving
De onderstaande figuur toont nabijgelegen plaatsen in een straal van 20 km rond Huntersville.

## Geboren
- Reneé Rapp (2000), singer-songwriter en actrice